# Infektionsbiologi

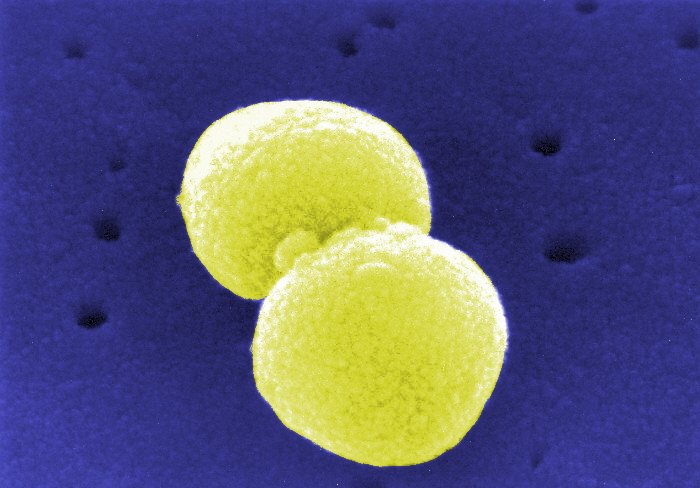
Pneumokocker, en bakterie inom släktet streptokocker, som orsakar ett antal olika sjukdomar.

Infektionsbiologi är ett delområde inom livsvetenskap (life science), som behandlar kunskap om smittsamma sjukdomar och metoder för att kontrollera dem. Ämnesområdet innefattar delar av immunologi, mikrobiologi, molekylärbiologi och cellbiologi.
Inom infektionsbiologi studeras processer och mekanismer på molekylär nivå, vilka orsakar sjukdomar av olika mikroorganismer, liksom processer och mekanismer på molekylärnivå i immunförsvaret.